# Флаг Туркестана
Флаг Национа́льной Федера́ции (позднее Сою́за) Туркеста́на, также известен под названиями Флаг Туркеста́на и Флаг За́падного Туркеста́на — флаг, принятый в начале сентября 1921 года во время подпольного съезда «Федерации национально-демократических объединений мусульман Средней Азии» — «Джамият» (позднее организация стала называться «Национальным Союзом Туркестана») в Самарканде. Предполагалось, что данный флаг станет официальным флагом гипотетического государства Туркестан, от Поволжья на севере, до Южного Туркестана на юге, от восточных берегов Каспия на западе, до территорий Восточного Туркестана на востоке. 
После ликвидации этой организации, флаг ограниченно использовался басмаческим движением — национально-освободительным движением народов Средней Азии против советских властей. В СССР данный флаг был признан пантюркистским, и запрещён. Стал использоваться за пределами СССР различными туркестанскими и среднеазиатскими организациями и активистами, которые выступали за независимость Средней Азии от Советского Союза. Начиная со второй половины 1980-х годов (см. статью Перестройка), данный флаг уже вполне открыто стал использоваться в самом СССР, исключительно в советской Средней Азии, в основном в Узбекской ССР, ограниченно в Казахской ССР, Киргизской ССР, Туркменской ССР и Таджикской ССР, различными организациями, партиями и активистами как символ борьбы против советской власти, которые выступали за независимость Средней Азии, за демократические преобразования, свободу слова и печати, свободу религии, но в то же время придерживались секуляризма, выступали за признание национальных языков республик в качестве официальных.

## История
Летом 1921 года в Бухаре была образована «Национальная Федерация Туркестана». Председателем данной организации был избран А. Валидов. Организация выступала за требование независимости Туркестана, территорию которого в то время занимали Туркестанская АССР, Киргизская АССР, Бухарская НСР и Хорезмская НСР. Организация также выступала за создание демократической республики и парламента Туркестана, национальной армии, введение современного светского образования народов региона на своих родных языках, полной свободы религии и вероисповедания, невмешательства ее в политическую жизнь государства (секуляризм). Со 2 по 5 августа 1921 года подпольно состоялся первый съезд Национальной Федерации Туркестана, на котором была создана «Федерация национально-демократических объединений мусульман Средней Азии» — «Джамият».
С 5 по 7 сентября 1921 года на следующем подпольном съезде организации, который состоялся в Самарканде, был принят устав организации и утвержден флаг гипотетического государства Туркестан. С 18 по 20 сентября 1922 года, во время очередного подпольного съезда организации, на этот раз в Ташкенте, «Федерация национально-демократических объединений мусульман Средней Азии» — «Джамият» был переименован в «Национальный Союз Туркестана», целью которого стало создание на базе Бухарской НСР самостоятельной демократической «Тюркской Республики» от Башкиристана и Татарстана на севере и до северного Эмирата Афганистан на юге (см. статью Южный Туркестан), от восточного побережья Каспия на западе, до территорий Восточного Туркестана на востоке. Впоследствии организация не получила должной поддержки, в основном из-за противодействия советских и просоветских сил, которые обвиняли организацию в пантюркизме и всячески боролись с ней, и впоследствии организация самоликвидировалась. В 1924 году в СССР было произведено национально-территориальное размежевание Туркестана, и на его территории образовались Узбекская ССР, Таджикская АССР в составе Узбекской ССР, Туркменская ССР, а также Киргизская АССР и Кара-Киргизская АО в составе РСФСР.

## Описание

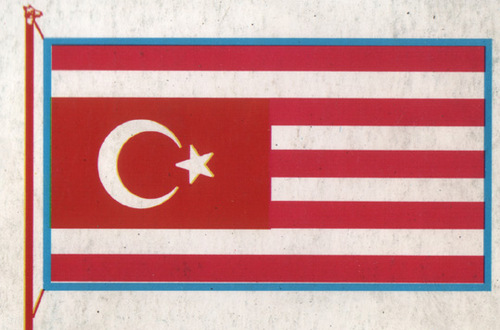

По данным профессора В. Трембицкого, цвета флага имели особое значение. Флаг состоит из трёх цветов — красного, белого и оранжевого, которые являлись цветами трёх тюркских империй. Флаг состоял из девяти чередующихся полос, пять красных и четыре белых полос, с расположенным у древка прямоугольником оранжевого цвета (между двумя верхними и двумя нижними полосами), внутри которого находятся белый полумесяц и пятиконечная звезда. В некоторых вариантах этого флага, со всех четырех сторон полотнище было окружено тонкой голубой каймой, которая обозначала доисламский период (то есть зороастрийский, несторианский, тенгрианский и буддистский периоды) Туркестана и принадлежность его народов к тюрко-монгольской и ирано-арийской расе. Девять красных и белых полос представляли исторические государства существовавшие на территории Туркестана. Это: Старший, Средний и Младший жузы казахов, Хивинское ханство (Государство Хорезм), Кокандское ханство, Бухарский эмират, Гератское ханство, Кашгарское ханство и туркменские ханства. Также девять полос обозначали 9 основных коренных народов населяющих Туркестан: казахов, каракалпаков, киргизов, памирских народов, таджиков, туркмен, узбеков, уйгуров и так называемых «четырех других малых групп тюрков, живущих в стране». Красный цвет также использовался на древних флагах киргизов и казахов, кыпчаков, огузов и Государства Тимуридов. Также, красный цвет напоминал знамёна всех тюркских мусульманских народов, а оранжевый цвет восходит к древним знаменам уйгурских государств и доисламских (зороастрийских, тенгрианских, буддистских и несторианских) государств и стран на территории Туркестана. Белый цвет также символизировал традицию древних знамён с белым флагом у Ильханов, Золотой Орды и Монгольской империи.